# Lochstreifen

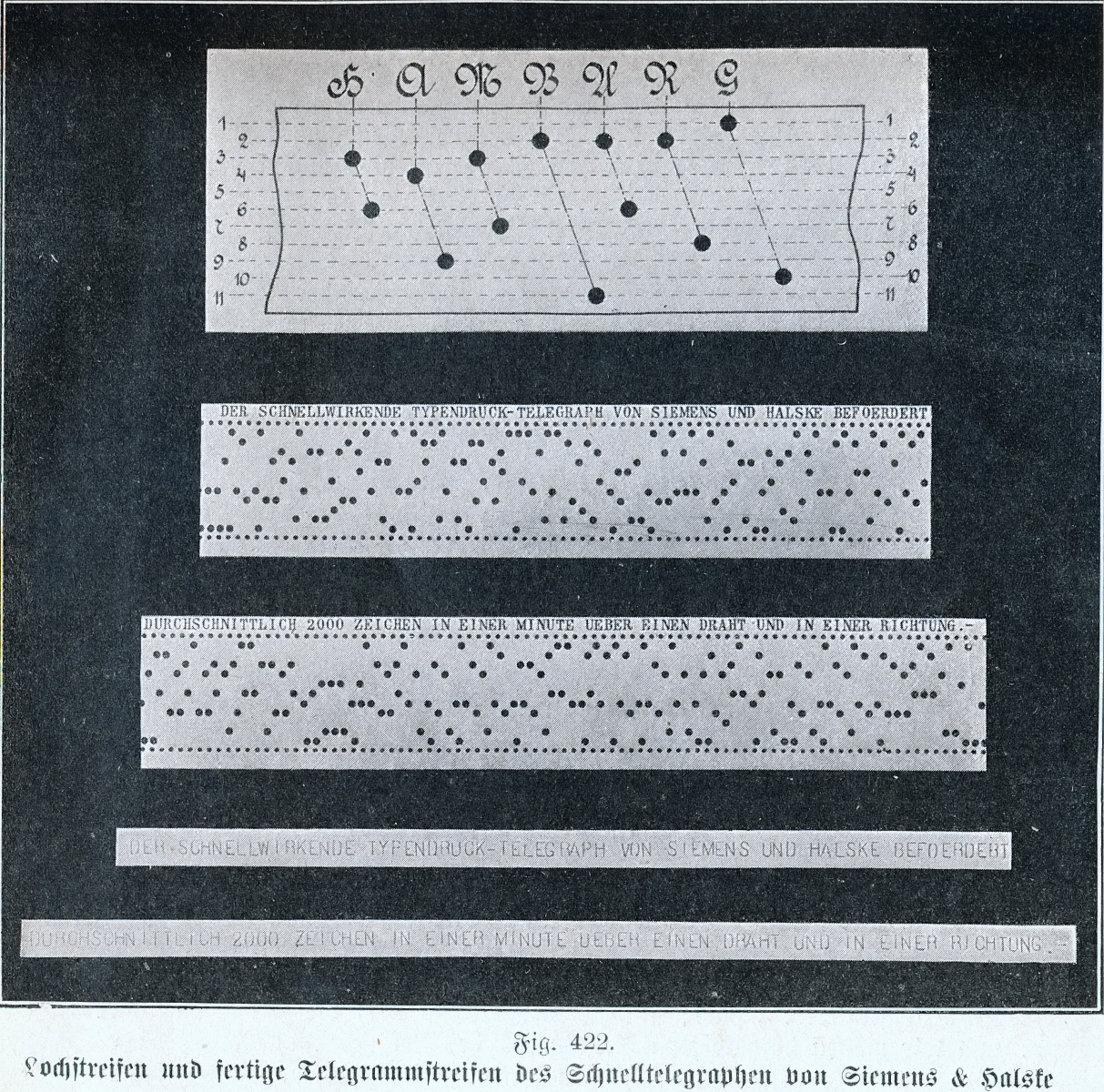
Lochstreifen eines Typendruck-Schnelltelegrafen von Siemens & Halske (1905)

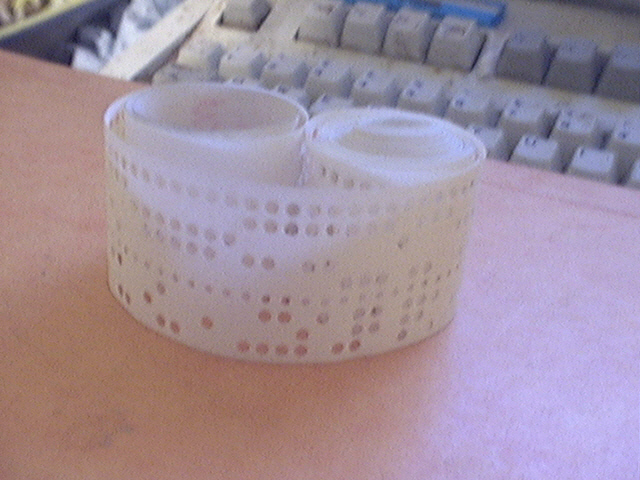
8-Kanal-Lochstreifen

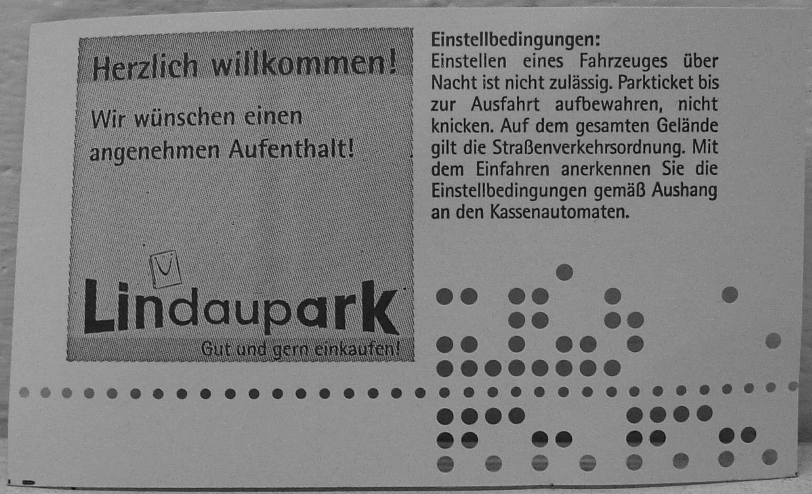
Lochkarte im Einsatz als Parkschein (2008)

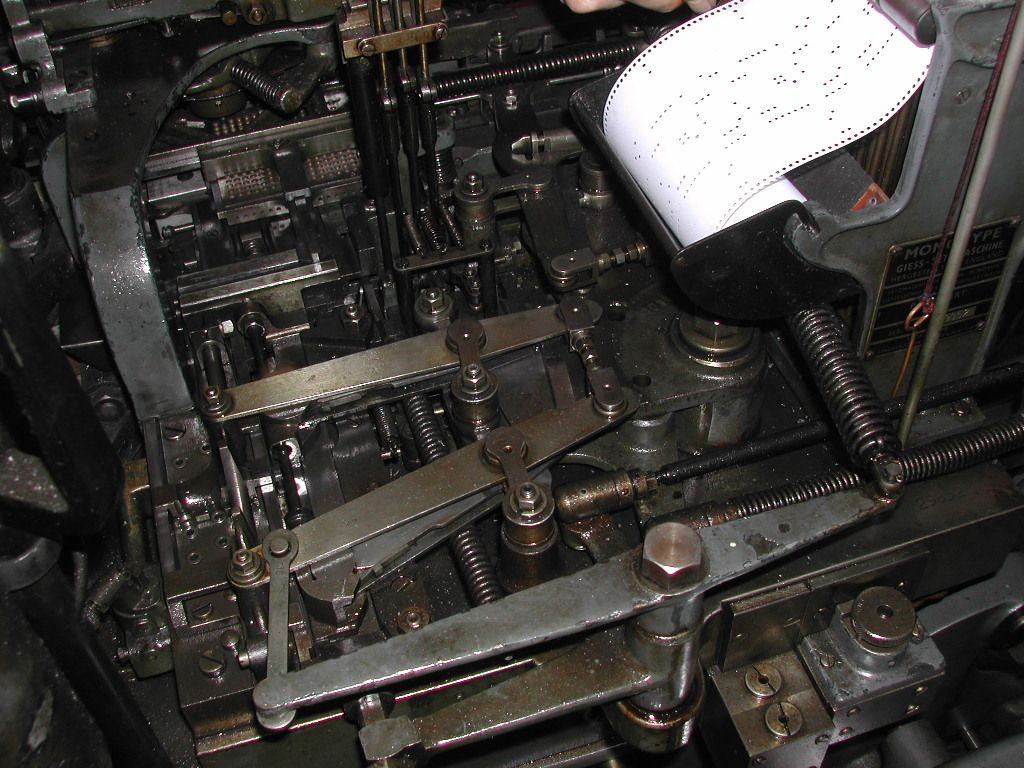
Monotype Gießmaschine mit Lochstreifensteuerung

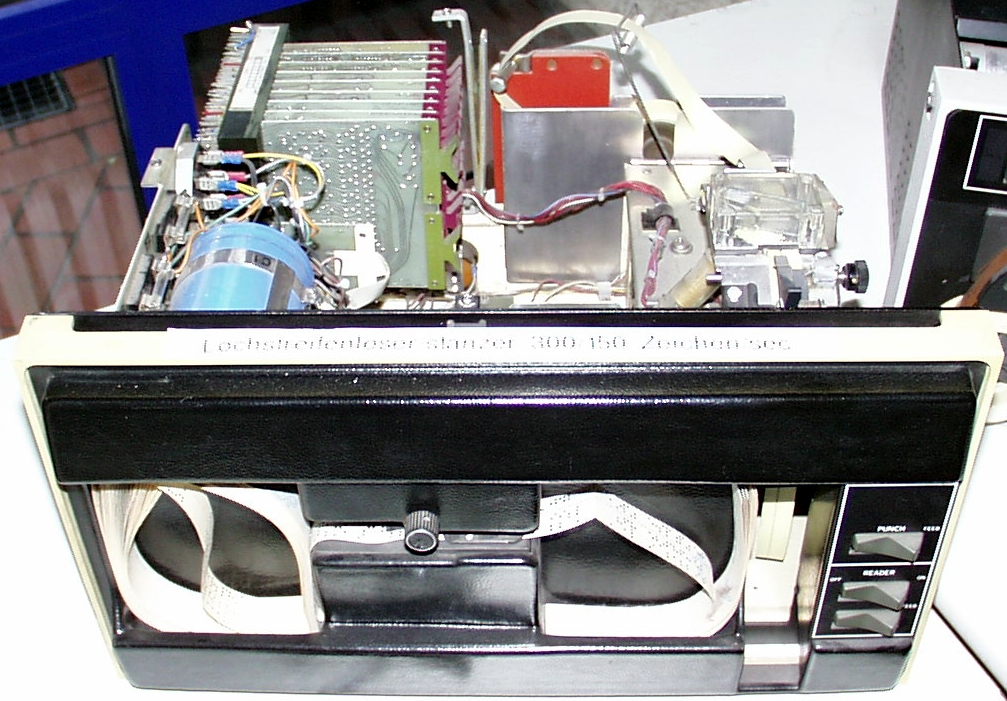
DEC PTR/PTP10 Leser/Stanzer

Ein Lochstreifen ist ein aus Papier, Kunststoff oder einem Metall-Kunststoff-Laminat bestehender streifenförmiger Datenträger, dessen Information durch eingestanzte Löcher repräsentiert wird. Das Prinzip entspricht einer Lochkarte mit variabler Länge.

## Geschichte
Lochstreifen wurden bereits im 18. Jahrhundert als aneinander gereihte Holzplättchen zur Steuerung von Webstühlen verwendet. Auch im 21. Jahrhundert sind solche Webstühle noch bei Tartanwebereien im Einsatz, nun mit Metallgliederstreifen.
Bei Drehorgeln dienen weiterhin auch Notenrollen mit ähnlichem Prinzip als Informationsträger. Sie werden pneumatisch ausgelesen. Ihre Lochungen sind teilweise analog und erzeugen einen langen Ton einfach durch ein längliches Loch.
Lochstreifen dienen seit Mitte des 19. Jahrhunderts auch der Darstellung und Speicherung von Daten. Zunächst wurden sie in der Datenübermittlung durch Telegrafen eingesetzt. Dabei wurden Morse-Punkte (kurze Signale) z. B. durch senkrecht übereinanderstehende Löcher, Striche (lange Signale) durch diagonal angeordnete Löcher kodiert (siehe auch: Foto eines Zweikanal-Morse-Lochstreifens unter Weblinks).
1841 konstruierte Charles Wheatstone in London einen lochenden Telegrafen, bei dem der Wheatstone-Lochstreifen-Code links und rechts von einer mittleren Transportspur angebracht war. Der erste Einsatz von Lochstreifen in Deutschland erfolgte in Telegrafen von Siemens, und 1869 baute Jaite in Berlin einen Empfangslocher.
Der Lochstreifen ist der Vorläufer der Lochkarte – die als Datenspeicher erstmals 1890 von der staatlichen Verwaltung in den USA bei der Volkszählung durch Herman Hollerith eingesetzt wurde.
Lochstreifen wurden bis in die 1990er Jahre als Datenträger für Fernschreiber und Computer (meist als Eingabemedium) benutzt. In der numerischen Steuerung von Werkzeugmaschinen finden sie bis heute Verwendung.
Lochstreifen und ähnliche mechanische Speichersysteme wie Lochkarten waren vor dem Aufkommen magnetischer Speichermedien wie dem Magnetband und der Magnetplatte die wirtschaftlichsten les- und beschreibbaren Datenträger. Aufgrund ihrer Robustheit, der einfachen Handhabung und weiten Verbreitung, sowie der Tatsache, dass sie notfalls mit bloßem Auge gelesen werden können, werden Lochstreifen in geringem Maße noch zu Beginn des 21. Jahrhunderts z. B. in der militärischen Nachrichtentechnik eingesetzt. Im Computerbereich haben sie ihre Bedeutung allerdings verloren.
Konkret wurden Lochstreifen in der Computertechnik vielfältig verwendet: Für Programm-Quelltexte, für kompilierten Binärcode, für Datensätze und oftmals als Steuerstreifen für Peripheriegeräte. Ein konkreter Arbeitstag für einen Programmierer sah dann so aus, dass er an einem Fernschreiber (oder später Lochstreifenterminal) ein Programm eintippte, danach einen weiteren Lochstreifen mit einem Datensatz erstellte und damit schließlich zum Computer ging. Dort las er den bereitliegenden Compiler in Form eines strapazierfähigen Kunststoff-Lochstreifens ein, danach seinen Programmlochstreifen und nach dem Start des Programms den Datenstreifen. Der Computer produzierte dann einen Ergebnis-Lochstreifen, den man entweder in Klartext am Fernschreiber ausdruckte oder, wenn es sich um einen Steuerlochstreifen handelte, damit beispielsweise in einen weiteren Raum ging, wo ein schreibtischgroßer Plotter stand, der diesen Lochstreifen als Eingabe akzeptierte und ein Diagramm produzierte. Die Lochstreifen wurden entsprechend ihrem Verwendungszweck häufig in unterschiedlichen Farben verwendet.
Wenn das Programm dagegen Fehler aufwies, musste man diese bereinigen. Dabei boten Lochstreifen einen besonderen Vorteil: Sie waren in Grenzen per Hand korrigierbar. Wenn es um einzelne zu korrigierende Zeichen ging, konnte man manchmal sogar mit einer Handstanze einzelne Löcher hinzufügen; beliebige Zeichen ließen sich beim Baudot-Code durch ein Bu-Zeichen (alle 5 Löcher) oder im ASCII-Code durch ein DEL-Zeichen (alle 7 Löcher) eliminieren, allerdings nur in seltenen Fällen durch ein anderes Zeichen ersetzen. Für größere Änderungen musste man nur in vernünftigen Abständen Sequenzen von reiner Transportlochung einfügen, was normalerweise einem nicht benutzten Code „null“ entsprach. Dann konnte man in diesen Stellen mit einer Schere schneiden und ein korrigiertes Stück per Klebung mit schwarzem Klebeband (für optische Abtastung) einfügen. Das Programmierwerkzeug (oder -besteck), das man mitbringen musste, bestand dann aus einer geraden Papierschere, einer Rolle schwarzem Klebeband und einem Filzschreiber zum Beschriften des fertigen Lochstreifens.

## Technisches

### Lochstreifenstanzer
Zum Beschreiben eines Lochstreifens werden Stanzgeräte verwendet, die im rechten Winkel zur Laufrichtung eine Leiste von Stanzköpfen besitzen. Für jedes zu speichernde Zeichen wird eine Spalte des Lochstreifens mit einem entsprechenden Muster bestanzt. Das Führungsloch wird immer ausgestanzt. Danach wird der Streifen eine Position weitergeführt und das nächste Zeichen geschrieben. Stanzgeräte an einem Fernschreiber stanzen typischerweise 6 2/3 Zeichen (Lochreihen) pro Sekunde, neuere Stanzgeräte erreichen Geschwindigkeiten von bis zu 150 Zeichen pro Sekunde.

### Lochstreifenleser
Die Abtastung des Lochstreifens kann auf verschiedene Arten geschehen: mechanisch, elektrisch, optisch oder elektrostatisch.
Bei der mechanischen Abtastung wird der Streifen mittels eines in die Führungslöcher greifenden Stachelrädchens zeichenweise transportiert und die Löcher mit mechanischen Fühlern abgetastet, die in ihrer Anordnung den Stanzköpfen des Schreibers entsprechen. Die mechanischen Lesegeräte, die meist im Zusammenhang mit Fernschreibern stehen, arbeiten ebenfalls typischerweise mit einer Geschwindigkeit von 6 2/3 Zeichen pro Sekunde.
Der elektrische Lochstreifenleser verfügt über eine Reihe von Kontaktstiften, die die mechanischen Fühlhebel ersetzen. Der Lochstreifen wird über die Stifte geführt, die nur einen Kontakt schließen können, wenn an ihrer jeweiligen Position ein Loch ausgestanzt ist. Die Streifenführung wird wie beim mechanischen Lochstreifenleser über ein Stachelrädchen bewerkstelligt. Elektrische Lesegeräte erreichen höhere Geschwindigkeiten als mechanische.
Optische Lesegeräte benutzen anstelle der Fühlerarme oder Kontaktstifte eine Reihe von Lichtschranken für die Datenlöcher und das Führungsloch, das hier nur noch zur Datensynchronisation (Strobe-Impuls) benutzt wird. Der Streifen wird mittels eines Capstan-Antriebes transportiert, es existieren auch optische Lochstreifenleser, die über eine Bremse verfügen, um den Streifen sehr schnell starten und stoppen können (stoppen aus vollem Tempo, ohne ein weiteres Loch zu überlaufen). Die Geschwindigkeiten optischer Lochstreifenleser betragen über 1000 Zeichen pro Sekunde; der schnellste kommerziell verfügbare Leser kam vom dänischen Hersteller A/S Regnecentralen mit 2000 Zeichen pro Sekunde.
Die Lochstreifen wurden nach dem Einlesen nicht sofort wieder aufgewickelt, sondern wurden, besonders bei sehr langen Lochstreifen, in speziellen Körben aufgefangen und erst nach der Verarbeitung mit Aufwickelgeräten auf Spulen aufgewickelt.

### Lochstreifenformate

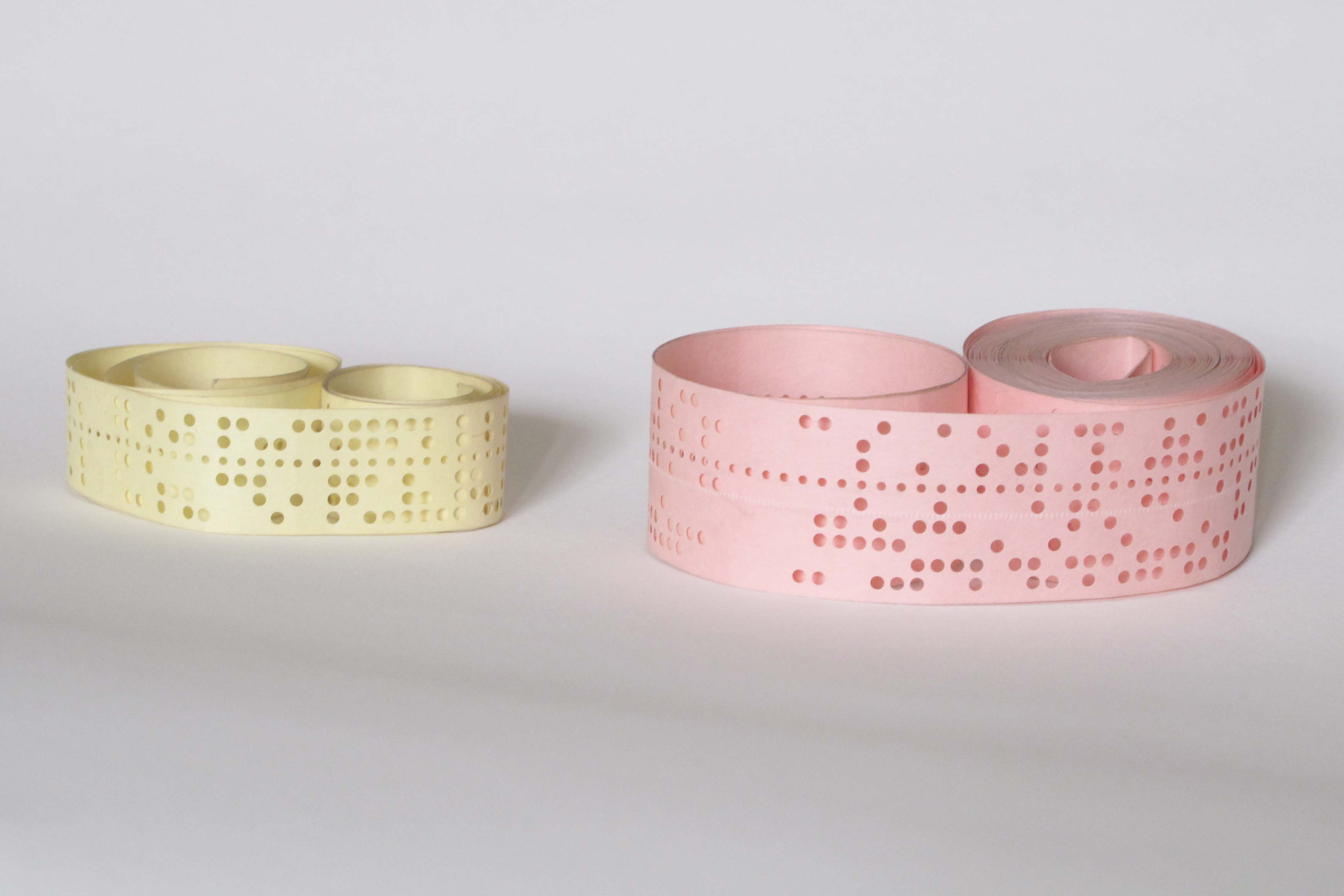
Fünfkanaliger (links) und achtkanaliger Lochstreifen stellen die gebräuchlichsten Formate dar, sind aber nicht die einzigen

Es existieren zwei zueinander mechanisch kompatible Streifenformate (Bild): Der in der Fernschreibtechnik und frühen Computertechnik gebräuchliche Lochstreifen hat eine Breite von 17,4 mm und verfügt über 5 parallele Datenlochpositionen plus einem kleineren Führungsloch, das zwischen Datenloch 3 und 4 liegt. Die Datenlöcher sind in einem quadratischen Raster von 2,54 mm = 1/10 Zoll angeordnet.
Die später hauptsächlich in der Computertechnik verbreiteten Lochstreifen haben eine Breite von 25,4 mm und verfügen über 8 Datenlochpositionen. Das Führungsloch liegt hier wie beim erstgenannten Format zwischen Loch 3 und 4. Bei beiden Formaten werden auf einen Zoll (25,4 mm) Lochstreifen 10 Zeichen (Reihen) gestanzt. Die beiden Lochstreifenformate sind dadurch, wenn man sie übereinanderlegt, in der Breite des schmaleren Streifens deckungsgleich. Dadurch kann ein 5-Kanal-Streifen oft problemlos in einem 8-Kanal-Lesegerät abgetastet werden (zumindest, wenn das Lesegerät die Führungslöcher zur Führung des Streifens benutzt – was bei optischen Lesern i. d. R. nicht der Fall ist). Umgekehrt geht das nicht. Es existieren auch Geräte, die durch Justage der Streifenführung beide Streifenbreiten stanzen können.
Auf einem 8-Kanal-Lochstreifen können 256 verschiedene Zeichen gespeichert werden, auf einem 5-Kanal-Lochstreifen zunächst nur 32. Beim Baudot-Code kann über zwei spezielle Steuerzeichen zwischen zwei Codehälften umgeschaltet werden, so dass theoretisch insgesamt 59 wirksame Zeichen codiert werden könnten, von denen aber im gebräuchlichen Baudot-Murray-Code (CCITT-2) nur 54 genutzt werden.

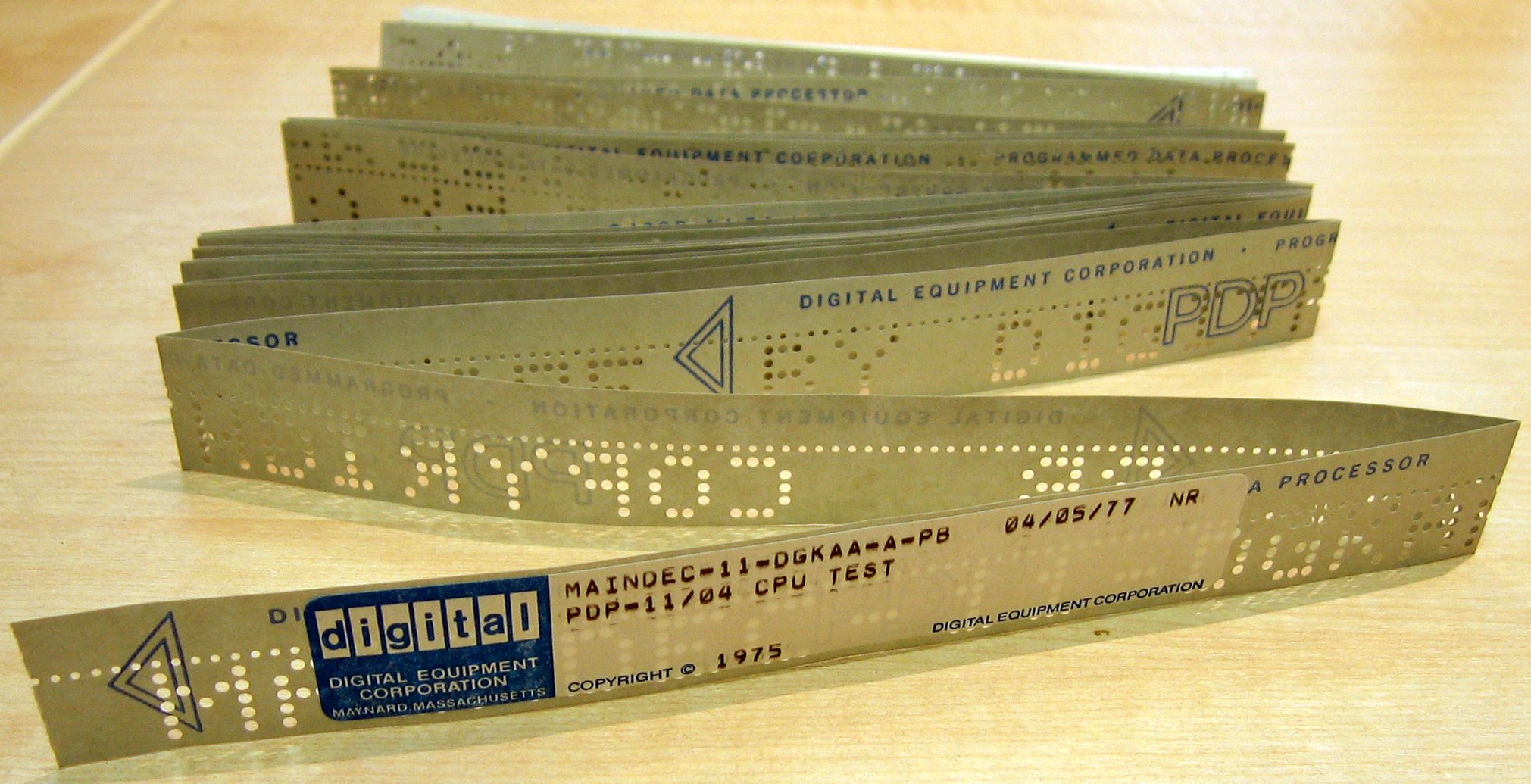
Lochstreifen in Leporellofaltung

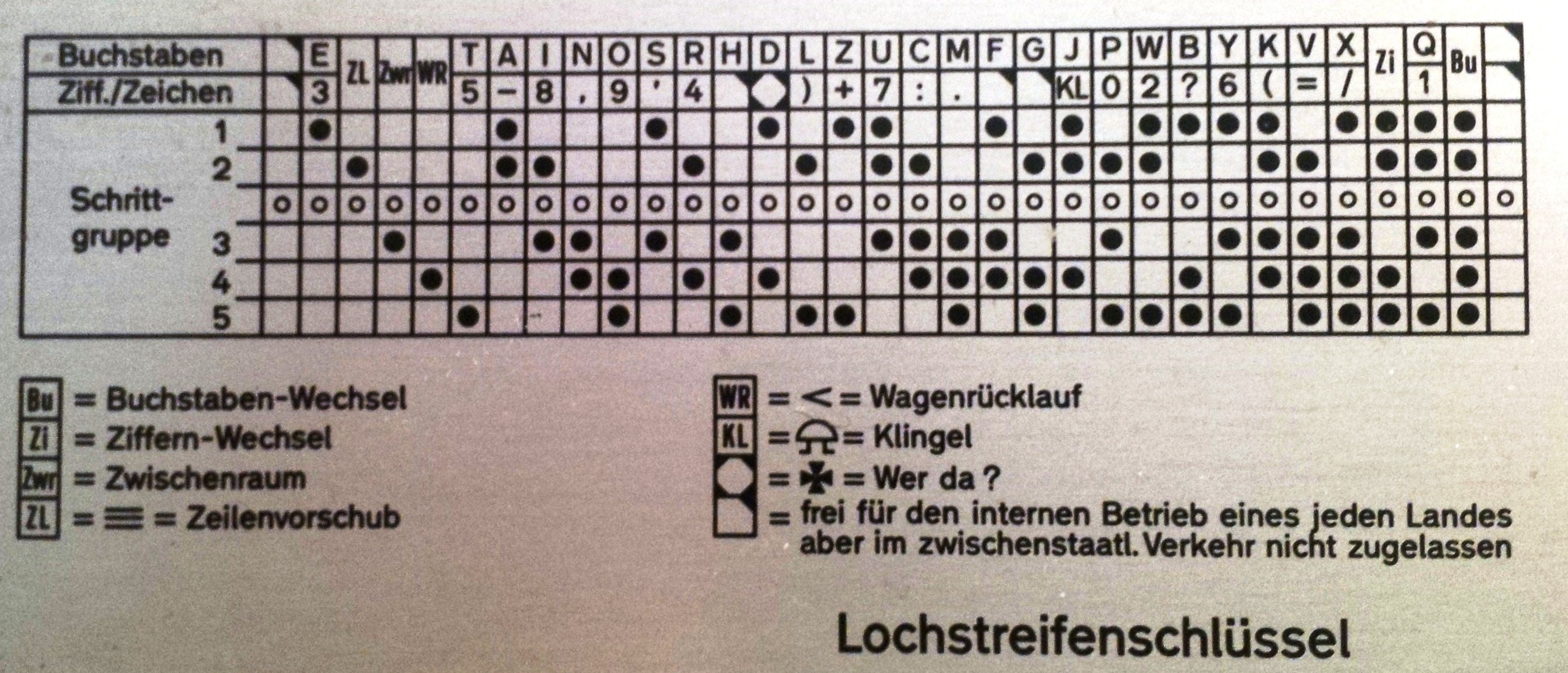
Lochstreifenschlüssel

Zusätzlich gibt es unterschiedliche Verfahren für längere Lochstreifen: In den meisten Fällen werden sie wie ältere analoge Filme mit sehr ähnlicher Mechanik wie dort auf Spulen aufgewickelt, speziell beim Hersteller DEC war aber auch eine Art Leporellofaltung üblich.